# Кийдрон, Каарел
Каарел Кийдрон (эст. Kaarel Kiidron; 30 апреля 1990, д. Кульдре, волость Урвасте, Вырумаа) — эстонский футболист, защитник. Выступал за национальную сборную Эстонии.

## Биография

### Клубная карьера
Воспитанник клуба «Лоотос» (Пылва), в нём же в 2006 году начал взрослую карьеру в четвёртом дивизионе. В 2007 году перешёл в «Таммеку», но в первые годы играл только за второй и третий составы команды. Дебютный матч за основной состав «Таммеки» в высшей лиге сыграл 14 марта 2009 года против «Тулевика», заменив на 68-й минуте Каарела Торопа. 25 апреля 2009 года забил свой первый гол в высшем дивизионе в ворота «Курессааре». Постепенно стал постоянным игроком основного состава.
Весной 2012 года был отдан в аренду в чешский клуб «Виктория» (Жижков). Дебютный матч в чемпионате Чехии сыграл 17 марта 2012 года против «Теплице». Всего до конца сезона сыграл 10 матчей, а его команда заняла последнее место и вылетела из высшего дивизиона. Тем не менее, по окончании сезона футболист подписал полноценный двухлетний контракт с клубом, в сезоне 2012/13 был твёрдым игроком основного состава во втором дивизионе, а на следующий сезон потерял место в основе. 17 января 2014 года клуб и игрок расторгли контракт по взаимному согласию.
В 2014 году вернулся в «Таммеку». Параллельно с выступлениями в качестве игрока, работает менеджером в футбольной школе клуба. По окончании сезона 2017 года завершил игровую карьеру.

### Карьера в сборной
Выступал за молодёжную и олимпийскую сборные Эстонии.
В мае 2012 года был вызван в национальную сборную Эстонии перед матчем с Хорватией на замену травмированному Ало Бяренгрубу. В матче вышел в стартовом составе и отыграл первый тайм. Эта игра осталась для защитника единственной в составе сборной.